# دولت پنهان
دولت پنهان (به انگلیسی: deep state) اصطلاحی است در اشاره به دولتِ قدرتمندتر از  دولتِ انتخابی.
دولت پنهان؛ دولتی بالفعل اما مخفی است که با استفاده از امکانات دولتی با هویتی مجهول در تشکیلات رسمی نظام، به‌گونه‌ای سازمان‌یافته و برای مقاصدی غیر از منافع ملی در حال فعالیت است.

## پیش زمینه
در برخی از کشورها گروه‌هایی سیاسی وجود دارند که دارای قدرت اقتصادی و نظامی مستقل از ساختار سیاسی حکومت و همچنین دارای قابلیت ادامه حیات بدون پشتیبانی حکومت می‌باشند.
آنها ممکن است دارای پایگاه اجتماعی قوی بوده و معمولاً دارای پیشینه و سابقه طولانی حضور فعال در عرصه سیاسی هستند و به همین دلیل تأثیرگذاری بسزایی که بر امور حیاتی و عملکرد  دولتها دارند و به‌عنوان «دولت در دولت» نامیده می‌شوند.

## تعاریف
دولت پنهان از نظر تعریف با دولت سایه تفاوت دارد. تفاوت آنها در این است که «دولت سایه» نماینده دولت رسمی است ولی «دولت پنهان» نماینده و سایه دولت رسمی نیست و سردمدارانی غیر مردمی و بی ریشه دارد.

## در کشورهای مختلف
شیلی: ارتش شیلی، دولتی در دولت موجود در شیلی است. آن‌ها نیروهایی منطقه‌ای، متحد، قدرتمند هستند دولت شیلی راهی نداشته به جز اینکه روشی برای کنترل ارتش پیدا کند.
دولت شیلی در عمل دوست دارد روابط خوبی را با همسایه‌های خود را دنبال کند؛ ولی خشونت نسبت به کشورهای همسایه بخشی از دکترین نیروهای نظامی شیلی بوده در این مورد هیچ چیزی از زمان سقوط دیکتاتوری پینوشه تاکنون متفاوت نشده‌است.
ایران: در ایران، سپاه پاسداران انقلاب اسلامی به دلیل قدرت اقتصادی، سیاسی و نظامی قابل توجهی که دارد، اغلب به عنوان یک نهاد دولتی پنهان در نظر گرفته می‌شود. سپاه پاسداران انقلاب اسلامی با استقلال قابل توجهی از دولت منتخب عمل می‌کند و در عملیات‌های مخفی و مبارزات نفوذ مختلف شرکت داشته است. این شامل کنترل بر بخش‌های مهم اقتصادی، مشارکت در فعالیت‌های نظامی خارجی و نفوذ بر تصمیم‌های سیاست داخلی است. نفوذ فراگیر سپاه به عنوان یکی از اجزای اصلی دولت پنهان ایران تلقی می‌شود که سیاست‌های داخلی و خارجی را در راستای برنامه‌های آن شکل می‌دهد.

## نمونه‌ها
- چچن - روسیه
- سرویس امنیت فدرال روسیه - روسیه
- قزلباش - صفویان
- پترولئوس دی ونزوئلا - ونزوئلا
- ارتش خلق کره - کره شمالی
- ارتش آلمان نازی - آلمان نازی
- اس‌اس - آلمان نازی
- سپتامبر سیاه در اردن - اردن
- شورای عالی نیروهای مسلح مصر - مصر
- کمپانی یونایتد فروت - گواتمالا
- حزب الله - لبنان
- کمپانی یونایتد فروت - هندوراس
- کانتوگون - امپراتوری ژاپن
- ارتش امپراتوری ژاپن - امپراتوری ژاپن
- ینی‌چری - امپراتوری عثمانی
- ترکان جوان - امپراتوری عثمانی
- سازمان اطلاعات نظامی پاکستان - پاکستان
- آژانس امنیت ملی ایالات متحده آمریکا - ایالات متحده آمریکا
- جامعه اطلاعاتی ایالات متحده آمریکا - ایالات متحده آمریکا
- مجتمع نظامی صنعتی - ایالات متحده آمریکا
- سیا - ایالات متحده آمریکا
- کاگ‌ب - اتحاد جماهیر سوسیالیستی شوروی
- چکا - اتحاد جماهیر سوسیالیستی شوروی
- گرگ‌های خاکستری، ضد گریلا، ارگنکون - ترکیه
- ام‌آی۵ - بریتانیا
- جمهوری وایمار
- سپاه پاسداران انقلاب اسلامی -  جمهوری اسلامی ایران